# Pierre Douglas
Pierre Douglas (* 17. August 1941 in Saint-Germain-en-Laye, Département Yvelines, Frankreich) ist ein französischer Komiker, Schauspieler und Sänger.
Im Kino unter anderem als Innenminister in Les Bidasses en vadrouille (1979), als Marquetti neben Curd Jürgens, Jean Poiret und Michel Serrault in Pierre Tchernias La Gueule de l’autre (1979) und als Levègue in Sunday Lovers (1980). Später folgten Rollen in TV-Produktionen (Immer nur ihn, 2006). Douglas arbeitet neben der Arbeit als Schauspieler vor allem als Moderator (Au plaisir du samedi) und als Chansonnier.

## Filmografie (Auswahl)
- 1975: Angst über der Stadt (Peur sur la ville)
- 1979: Les Bidasses en vadrouille
- 1979: La Gueule de l’autre
- 1980: Fantomas (Fernsehvierteiler)
- 1980: Sunday Lovers
- 2006: Immer nur ihn (La Dérive des continents) (Fernsehfilm)
- 2015: Sous X